# Nelson Freire
Nelson Freire (Boa Esperança, 18 ottobre 1944 – Rio de Janeiro, 1º novembre 2021) è stato un pianista brasiliano.

## Biografia
Freire comincia a suonare il pianoforte all'età di tre anni, risuonando a memoria i brani appena eseguiti dalla sorella maggiore.
I suoi primi insegnanti in Brasile furono Nise Obino e Lucia Branco, la quale aveva studiato con un allievo di Liszt. Per il suo primo concerto in pubblico, Freire eseguì la Sonata in la maggiore KV 331 di Mozart, all'età di cinque anni.
Nel 1957, a dodici anni, con l'esecuzione del Quinto Concerto per pianoforte e orchestra di Beethoven si è aggiudicato il settimo premio al Concorso Internazionale di Rio de Janeiro; in seguito si è trasferito a Vienna, dove ha studiato con Bruno Seidlhofer e Friedrich Gulda, e dove ha conosciuto Martha Argerich, con la quale ha instaurato un solido rapporto d'amicizia durato per tutta la vita.
Nel 1964 ha vinto il Concorso Internazionale Vianna da Motta di Lisbona.
La sua carriera internazionale era cominciata nel 1959, anno in cui ha tenuto numerosi concerti in Europa, USA, Giappone, Israele.
Freire ha collaborato con i più grandi direttori d'orchestra, fra cui Pierre Boulez, Eugen Jochum, Lorin Maazel, Charles Dutoit, Kurt Masur, André Previn, David Zinman, Václav Neumann, Valerij Gergiev, Rudolf Kempe, Gennadij Roždestvenskij, Hans Graf, Hugh Wolff, Roberto Carnevale, John Nelson, Seiji Ozawa e Riccardo Chailly.
Numerose anche le sue apparizioni con le più importanti orchestre, come i Berliner Philharmoniker, Wiener Philharmoniker, Rotterdam Philharmonic, London Symphony Orchestra, Tonhalle Orchester Zürich, Orchestra Filarmonica Ceca, Orchestre de Paris, Orchestra filarmonica d'Israele, le orchestre sinfoniche di Boston, Chicago, Cleveland, Los Angeles, New York, Philadelphia e altre.
Nelson Freire ha inciso per Sony/CBS, Teldec, Philips e Deutsche Grammophon, e ha registrato i Concerti di Liszt con la Filarmonica di Dresda e Michel Plasson per la Berlin Classics. Altre celebri registrazioni sono quelle di musiche per due pianoforti e pianoforte a quattro mani con Martha Argerich, come La Valse di Ravel o la Seconda Suite di Rachmaninov.
La registrazione dei 24 Preludi di Fryderyk Chopin ha ottenuto il prestigioso Edison Award.
All'inizio degli anni 2000 ha firmato un contratto con la Decca, per la quale ha registrato, fra l'altro, i due Concerti di Brahms - spesso eseguiti anche in concerto - con il Gewandhaus di Lipsia sotto la direzione di Riccardo Chailly, e le Sonate di Beethoven.
Morì nel novembre del 2021 nella propria casa di Rio de Janeiro, in seguito a una caduta.

## Discografia parziale
- Bach, Part. clvc. n. 4/Suite ingl. n. 3/Fantasia crom. e fuga/Corali - Freire, 2015 Decca
- Beethoven, Conc. pf. n. 5 'Imperatore'/Son. pf. n. 32 op. 111 - Freire/Chailly/GOL, 2014 Decca
- Chopin, Son. pf. n. 3/Studi op. 25/3 Nuovi studi - Freire, 2001 Decca
- Chopin, Studi op.10/Barcarolle op. 60/Son. pf. n. 2 - Freire, 2004 Decca
- Debussy, Prel. I/D'un cahier d'esquisses/Children's C./Clair de lune - Freire, 2008 Decca
- Argerich & Freire - Live in Salzburg (3 agosto 2009) - Argerich/Freire, Deutsche Grammophon
- Freire, Brasileiro - Villa Lobos & Friends, 2011 Decca
- Freire, Radio days. The concerto broadcasts, 1968-1979 - Wallberg/Peters/Masur/Zinman, Decca